# A.I. Rising - Il futuro è adesso
A.I. Rising - Il futuro è adesso  (A.I. Rising) è un film del 2018 diretto da Lazar Bodroza.

## Trama
In un futuro distopico, una grossa multizionale manda in missione l'astronauta Milutin e l'androide Nimani 1345 sul pianeta Alpha Centauri. Durante la missione nascerà una storia d'amore fra i due.

## Distribuzione
Il film è stato distribuito dal 25 febbraio 2018.